# Pistachié
Pour l’article ayant un titre homophone, voir Pistachier.

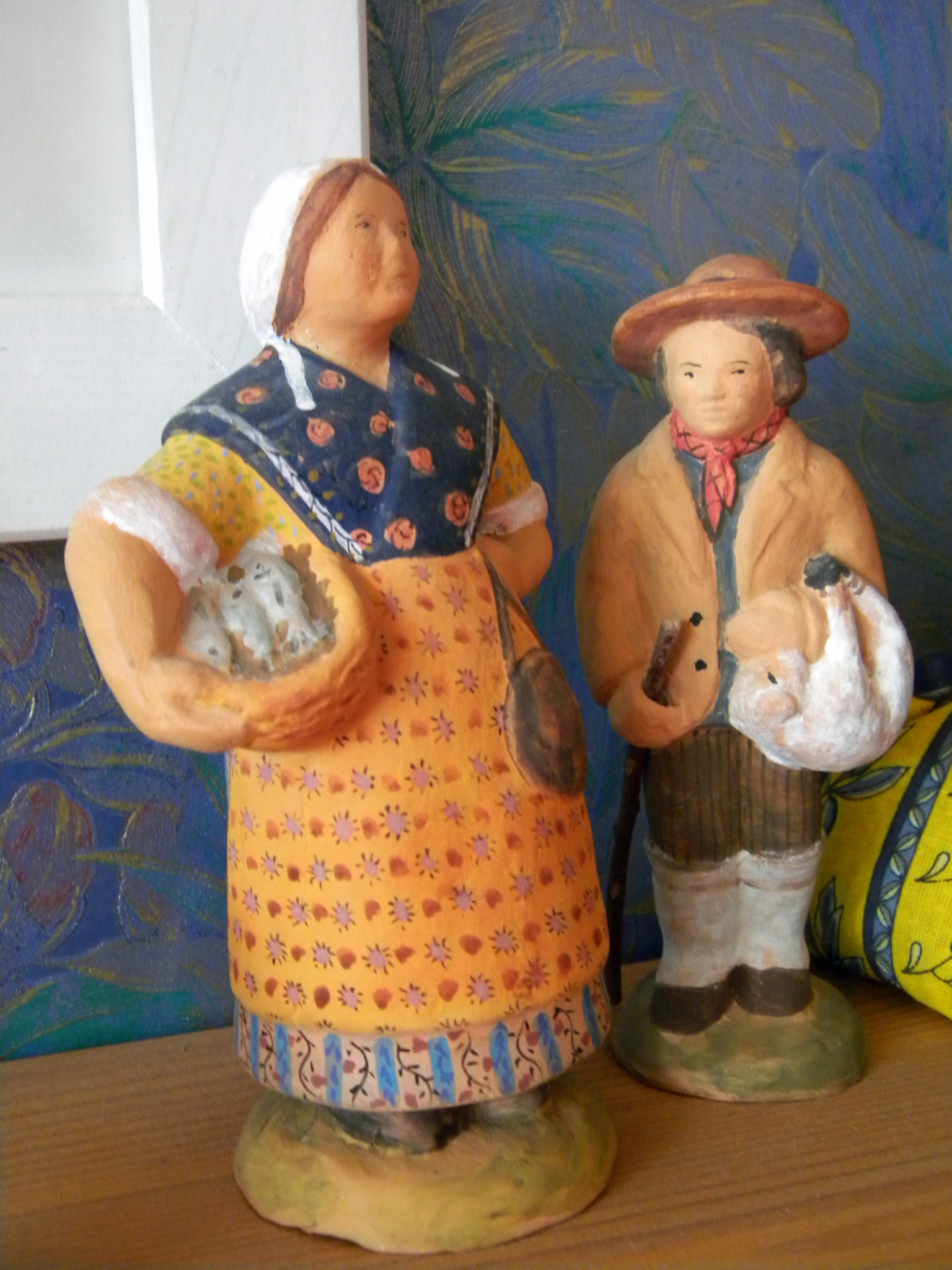
Pistachié et Honorine

Le Pistachié est un des personnages de la nativité représenté dans la crèche de Noël de la Pastorale provençale d'Antoine Maurel.
Il s'agit d'un valet de ferme aux allures de poltron, et gourmand. Dans la mise en scène, il transporte des paquets qu'il offre à Jésus.
L'offrande qu'il fait au petit Jésus est un lièvre qu'il venait de chasser en un seul coup de fusil. C'était un miracle du Bon Dieu, il manquait toujours sa cible.
Il est aussi le mari d'Honorine la poissonnière.
(pastorale d'Yvan Audouard)